# Гвоздики несправжньопучкуваті
Гвозди́ки несправжньопучкува́ті, гвозди́ка несправжньоармерійови́дна (Dianthus pseudarmeria) — трав'яниста рослина родини гвоздикових; поширений у південно-східній Європі та в Азербайджані.

## Опис
Однорічна чи дворічна рослина 5–50 см. Стебло і листки знизу доверху тонко-шорсткуваті, листки гострі. Приквіткові луски білувато-шкірясті, сильно розширені від основи. Чашечка 12–15 мм довжиною, пластинки пелюсток 2–4 мм довжиною, рожеві, глибоко-зубчасті, вгорі з волосками.

## Поширення
Поширений у південно-східній Європі (колишня Югославія, Болгарія, європейська Туреччина, Румунія, Молдова, Україна, Росія) та в Азербайджані.
В Україні вид зростає на кам'янистих і степових схилах — на півдні Лісостепу, в Степу і Криму, зазвичай.